# ویرجینیا الیزا کلم پو
ویرجینیا الیزا کلم پو (به انگلیسی: Virginia Eliza Clemm Poe) (۱۵ اوت ۱۸۲۲ – ۳۰ ژانویه ۱۸۴۷) همسر ادگار آلن پو نویسنده آمریکایی بود.
این زوج پسر دایی و دختر عمه یکدیگر بودند. ویرجینیا ۱۳ سال داشت که با ادگار ۲۷ ساله ازدواج کرد. چند سال بعد از ازدواجشان شاهد ارتباط عاشقانهٔ شوهرش با دو زن دیگر به نام‌های الیزابت اف. اله و فرانسیس سارجنت اسگود بود. او در ژانویه ۱۸۴۲ به بیماری سل مبتلا شد و بعد از ۵ سال در سن ۲۴ سالگی درگذشت.